# Claudio Castelucho
Claudio Castelucho (Barcelona, 5 de julio de 1870 - París, 31 de octubre de 1927) fue un escultor y pintor español, residente en Francia, donde fue profesor en la Académie de la Grande Chaumière.

## Datos biográficos
Claudio Castelucho y Diana nació en Barcelona. Antes de partir hacia Francia editó junto a su padre Antonio Castelucho diferentes tratados teóricos sobre perspectiva. El padre era escenógrafo, y de él recibió su primera formación. También participó en exposiciones a lo largo de la última década del siglo XIX en Barcelona. Tras estudiar en la Escuela de Bellas Artes barcelonesa, en 1892 se trasladó a París junto a su familia.
En sus primeros años en la capital francesa trabajó como decorador junto a su padre y su hermano menor y se inició en la pintura paisajística. Con cuadros de esta temática debutó en el Salón de 1897 (allí presentó la obra titulada «Paisaje con lirios» y «Después de la lluvia»)). Viendo la aceptación de la temática española comenzó a pintar numerosos cuadros de este tipo («Sevilla», 1897 y «Bailaora», 1901).
Profesor de la academia Colarossi, y profesor desde 1905 en la  Académie de la Grande Chaumière; en su labor docente alcanzó gran prestigio y popularidad. Entre sus alumnos estuvieron: la australiana Kathleen O'Connor, el canadiense Edwin Holgate (1892–1977), la californiana Augusta Pyne Rathbone, Hilla Rebay, Bertha Züricher, Editha Klipstein (1880-1953), Jacques Camus, la estadounidense Alice Pike Barney(1857 - 1931) y Pedro de Matheu, entre muchos otros.
En el mes de agosto de 1913 se presentó en la Galería Moos de pinturas modernas de Ginebra la exposición titulada: "L'Espagne": ses peintres en la que participaron Adolphe Gumery, Fornero y Claudio Castelucho.
Teórico del arte escenográfico y asiduo expositor en los Salones, residió en París, a excepción de dos largas estancias en Barcelona en 1910 y 1914, durante las cuales pintó numerosas vistas de la ciudad.
Falleció en París el año 1927 a los 57 años de edad. Los cuadros del pintor quedaron expuestos durante años en la trastienda del negocio de pinturas regentado por su hermano Antonio en Montparnasse. El gran lienzo del Guernica, fue encargado en 1937 a la casa Castelucho-Diana de París.

## Obras
Entre las mejores y más conocidas obras de Claudio Castelucho se incluyen las siguientes:

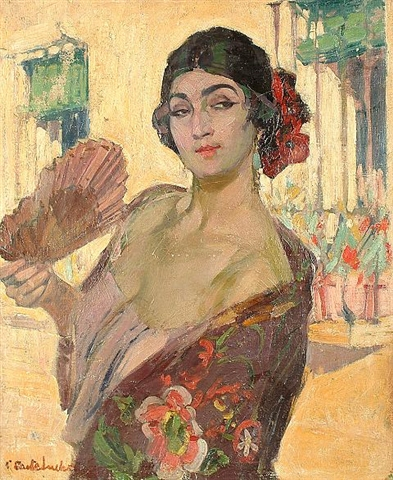
Bailaora de Flamenco
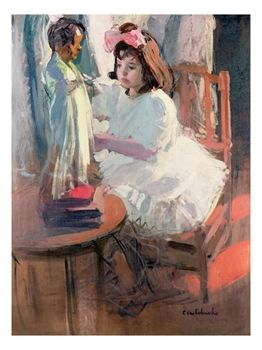
"Niña vistiendo a su muñeco"
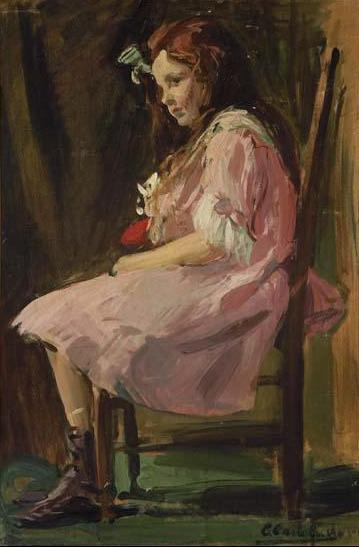
óleo sobre lienzo
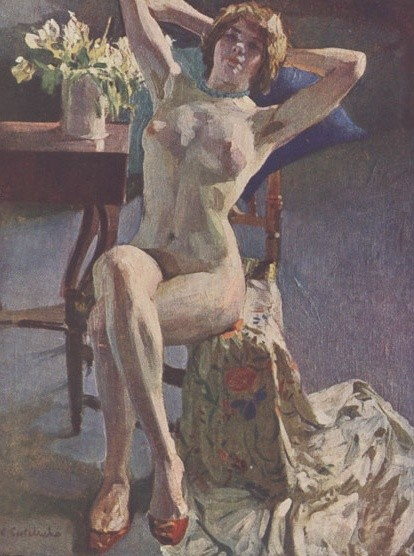
"Vacances", óleo sobre lienzo , 1914

- El cuadro titulado Woman in Arbor with Monkey, se conserva en el Smithsonian American Art Museum, tras la donación de Laura Dreyfus Barney y Natalie Clifford Barney en memoria de su madre Alice Pike Barney.[13]